# Incursore

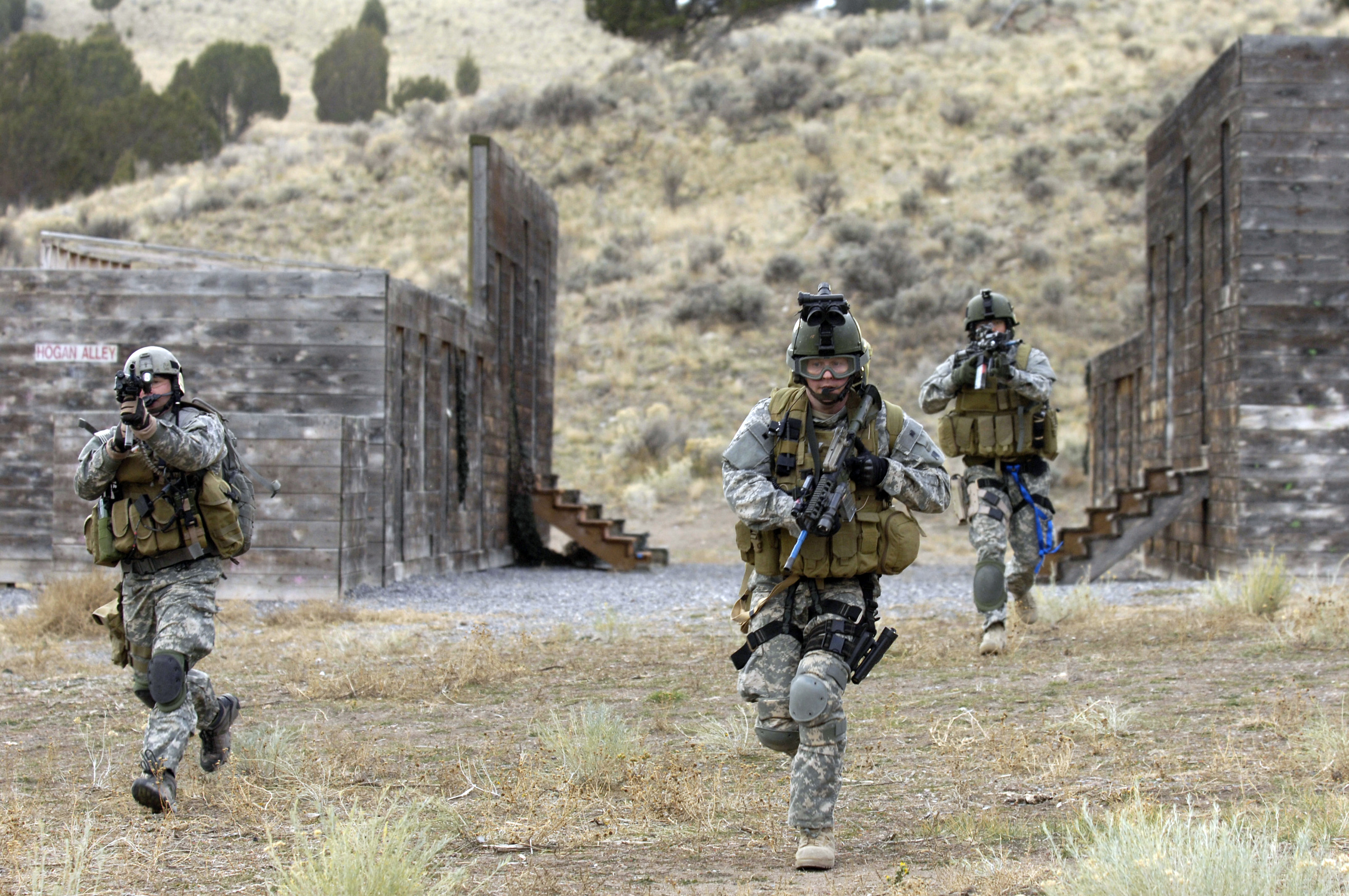
Incursori dei Berretti verdi in addestramento a Camp Williams, Utah.

L'incursore è un militare particolarmente addestrato, appartenente a forze speciali, in grado di paracadutarsi, di operare anche in ambiente montano o acquatico e utilizzato per azioni di commando. Per fregiarsi del titolo, nelle forze armate di molti paesi,  occorre conseguire un apposito "brevetto" militare.

## In Italia

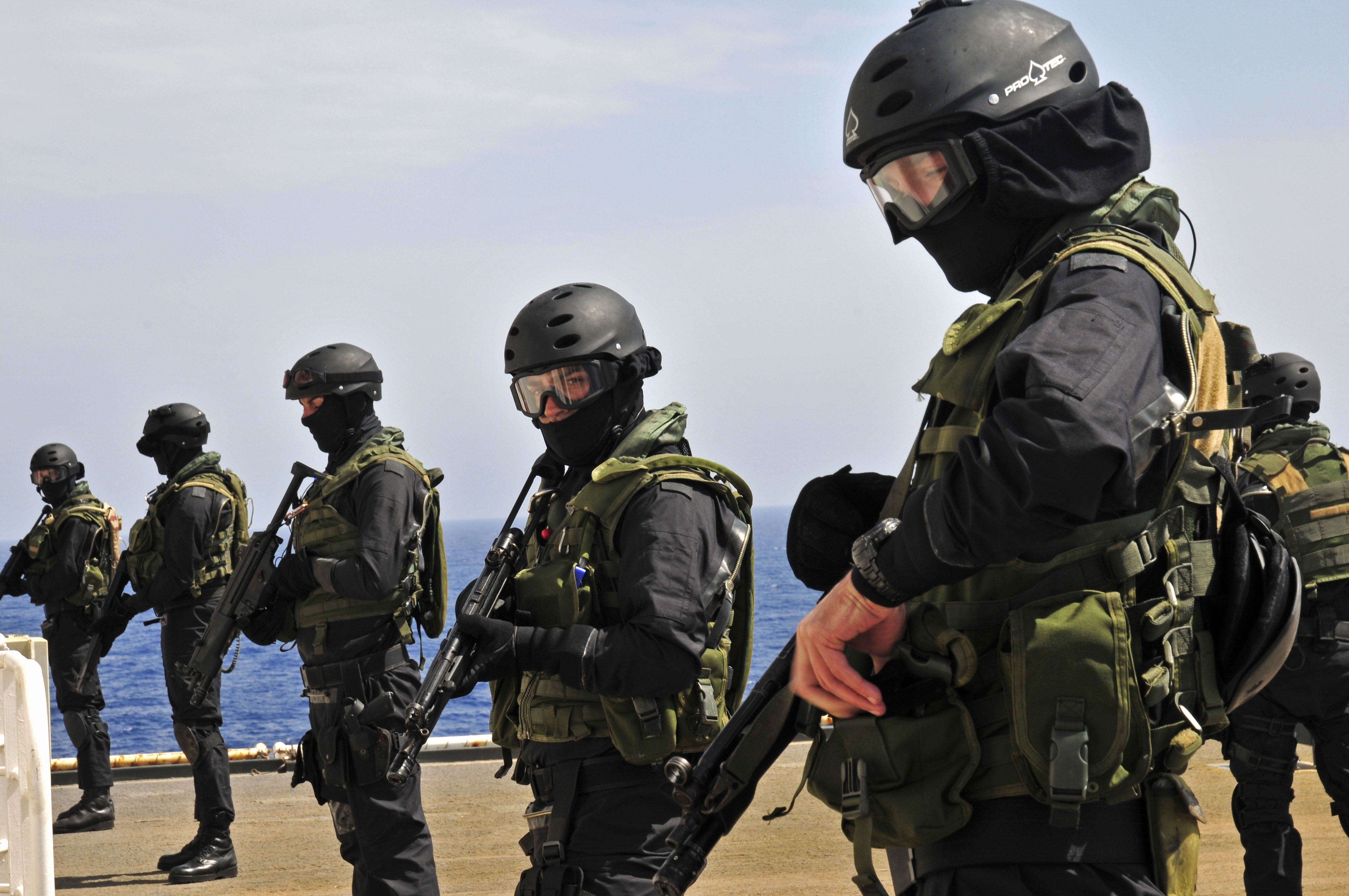
Commando di incursori italiani del Comsubin

### Il brevetto
In Italia per ottenere il brevetto militare di "incursore" si deve aver già conseguito il brevetto di paracadutista militare alla Scuola addestramento paracadutisti di Pisa.
Il brevetto militare da "incursore" è stato istituito con Decreto Ministeriale del 2 maggio 1984. Il conseguimento dello stesso comporta variazione matricolare del militare e, coniugato con l'appartenenza ad un reparto di Forze speciali italiane dà diritto alla percezione mensile dell'indennità supplementare per Incursori (Legge 78/1983) che ammonta al 180% dell'indennità operativa di base, ed all'indennità per Forze Speciali che ammonta a 120 euro mensili lordi. . 
I corsi ordinari sono organizzati dall'Esercito Italiano (Base addestramento incursori (BAI) a Pisa), dalla Marina Militare (a Varignano presso la Scuola Incursori), dall'Aeronautica Militare (BIAM Basico Incursori AM, a Furbara) e dall’Arma dei Carabinieri. Quello riservato a personale della Marina militare è della durata di un anno, in tre fasi addestrative ed una fase finale.

### Addestramento
Il corso prevede formazione teorico-pratica sulla topografia, alle marce topografiche, all'apprendimento delle tecniche di orientamento e di navigazione terrestre; tecniche di mascheramento, mimetizzazione, movimento tattico, superamento ostacoli e mobilità verticale; addestramento anfibio. Addestramenti tecnici specifici sulle trasmissioni, sulle procedure di pronto soccorso e medicina tattica. 
Ottenuto il brevetto, un incursore consegue poi un'ulteriore specializzazione:
- Combat Medic (assistenza medica sul campo)
- Breacher (impiego esplosivi)
- JTAC (controllori del fuoco aereo)
- addetto alla raccolta informativa;
- sniper (tiratore scelto)

### I reparti
Il termine incursori può riferirsi agli appartenenti ai seguenti reparti speciali delle Forze armate italiane:
- 9º Reggimento d'assalto paracadutisti incursori "Col Moschin" dell'Esercito Italiano
- Gruppo di intervento speciale (Carabinieri)
- Gruppo Operativo Incursori - COMSUBIN "Teseo Tesei" della Marina Militare
- 17º Stormo incursori dell'AMI

Gli incursori della Marina sono particolarmente addestrati in ambiente anfibio e subacqueo. Sono definiti invece "Ranger" gli appartenenti al 4º Reggimento alpini paracadutisti e "Acquisitori" gli effettivi del 185º Reggimento paracadutisti ricognizione acquisizione obiettivi "Folgore", reparti questi ultimi che dal 2018 sono stati elevati al rango di Forze Speciali.

### Distintivi

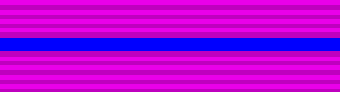
Nastrino di incursore
Incursore abilitato al lancio d'alta quota
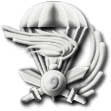
Fregio degli incursori per basco
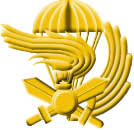
Fregio degli incursori per berretto rigido